# ジャガーランドローバー
ジャガーランドローバー・オートモーティブ PLC（Jaguar Land Rover Automotive PLC、略称：JLR）は、インドのタタ・モーターズが所有するイギリスの自動車会社である。またジャガーランドローバー・リミテッドの持株会社である。高級車ブランドの、ジャガーとランドローバーを保有している。

## 歴史
2002年、フォード・モーター（以下フォード）により、ジャガーとランドローバーが同じグループ内に統合された。フォードは1989年にジャガーを、2000年にBMWからランドローバーを買収していた。
2006年、フォードはローバーのブランド名とロゴをBMWより購入した。これにより、2000年にローバー・グループがBMWによって解体されて以来、ローバーとランドローバーのブランドが再統合された。
2008年、ジャガーとランドローバーはフォードからタタ・グループ傘下のタタ・モーターズに約23億ドルで売却され、持株会社としてジャガーランドローバーが設立された。
2012年、中国の奇瑞汽車とジャガーランドローバーにとって海外初の生産拠点の建設で合意し、2014年に工場は完成した。
ジャガーとランドローバーは、英国での製造と輸出、および海外市場での販売を⾏う個別のブランド法⼈として運営されてきたが、2013年1月1日、ジャガー・カーズとランドローバーは経営統合され、ジャガーランドローバー・リミテッドに変更した。今後ジャガーランドローバー・リミテッドがイギリスでジャガーとランドローバーの両ブランドの製品の設計、製造、マーケティングを担当することになった。元の持株会社は、ジャガーランドローバー・オートモーティブ PLCに社名変更された。
2016年、489,923台の車を生産し、ジャガーランドローバーは英国最大の自動車メーカーとなった。
2021年2月、電動化に向けた戦略「REIMAGINE」を発表した。
2021年2月、JLRはジャガー全シリーズが2025年モデルで完全電動化されると発表した。また、2026年にディーゼル駆動のランドローバー車の生産と販売を終了し、ガソリン駆動のランドローバー車の生産と販売を2030年に終了すると発表した。
2022年10月31日、SiC半導体を手掛けるWolfspeedと戦略的パートナーシップを締結した。

## 車種一覧
ジャガーランドローバーは現在、ジャガーおよびランドローバーのブランドで車両を販売している。